# Al-Kindi
Abū Yūsuf Yaʻqūb ibn Isḥāq al-Kindī (arabiska أبو يوسف يعقوب إبن إسحاق الكندي) , kort Al-Kindi, levde 800-873 e.Kr. och var en arabisk filosof. Han brukar ibland refereras till som den första islamiska filosofen.
Hans grundläggande tes om världens ursprung formulerade han som en universell evig orsak som genom sin kraft har skapat världen. Denna eviga kraft identifierade Al-Kindi som Gud. Detta kan ses som en kontrast till den traditionella islamiska traditionen som hävdar världens ursprung ur en personlig Gud, som medvetet och självbestämt skapat världen.
Trots att han refererade till en opersonlig skaparkraft hävdade Al-Kindi att världens skapelse ändå var skapad av en medveten Gud. Detta problem löste han genom att förklara sambandet mellan orsak och verkan med tanken om att alla handlingar som sker har en medveten orsak. Det var alltså ändå Guds handlande som i slutändan låg bakom världens skapelse: en orsak måste alltid vara Guds verk. Samma tankegång återfinner man i Al-Kindis syn på universum. Han påstod att den övergripande makten, som är Gud, är fördelad i hela den universella existensen genom att vara uppdelad på olika plan.

## Världssjäl
Bakom allting fanns något som Al-Kindi kallade en världssjäl. Ur denna själ hittar vi ursprunget till allt, både den materiella världen och den spirituella. Inkluderat i denna världssjäl finner vi också människans själ. Människan och hennes själ är en del av den allt omfattande världssjälen.
Här återfinner man Al-Kindis gnostiska påverkan. I enlighet med gnostiskt tankegods förklarade Al-Kindi den mänskliga själen som en utströmning ur världssjälen som hade kastats in i den materiella världen. Människans måste frigöra sin själ från den materiella världen med intention att nå den spirituella. Och detta kunde man göra med hjälp av kunskap, gnosis.

## Vägen till frälsning
För att människan någonsin ska kunna nå frälsning är befrielsen från den materiella världen nödvändig. Befrielsen kunde man uppnå enligt Al-Kindi genom gudsfruktan och kunskap. Den materiella verkligheten är något som egentligen inte existerar; därför är begäret efter den inte bra för den mänskliga själen och bör undvikas till förmån för att kunna nå frälsning.

## De fyra intellekten
Al-Kindi talade om fyra olika intellekt som kunde särskiljas från varandra.
- Det första intellektet kallade han för det aktiva, det som var orsaken och bakgrunden till det spirituella.
- Det andra intellektet stod för det rationella eller människans själsliga kapacitet.
- Det tredje var själens egentliga sanning
- Det fjärde talade han om som något som omplacerar själens inneboende till den externa verkligheten.

För att kunna förstå världen och närma sig frälsning skulle man använda sig av de fyra olika intellekten. 

## Bakgrund
Al-Kindis filosofiska världsåskådning har starka influenser från ett gnostiskt samt hellenistiskt nyplatonskt tankesätt. Han verkade under den period som man inom islamsk tradition betecknar som en religiös och intellektuell blomstringsperiod. Under denna period introducerades hellenistisk filosofi i den arabiska världen vilket Al-Kindi var en bidragande faktor till. 
Al-Kindi förenade mycket av den islamiska teologin med hellenistiska tankemönster. Tanken på en första bidragande orsak som är bakomliggande för världens skapelse är något som återfinns hos Aristoteles och nyplatonismen.